# Vacances forcées
Pour plus de détails, voir Fiche technique et Distribution.
Vacances forcées est une comédie française réalisée par François Prévôt-Leygonie et Stéphan Archinard et sortie en 2025,.

## Synopsis
Éric, Cyril et Raphaël découvrent qu'ils ont loué la même villa. En l'absence du propriétaire indélicat et d'alternatives disponibles, ils sont contraints de partager la villa, alors qu'ils ne se connaissent pas et n'ont rien de commun.

## Fiche technique
Sauf indication contraire, les informations mentionnées dans cette section peuvent être confirmées par les bases de données cinématographiques IMDb et Allociné,  présentes dans la section « Liens externes ».
- Titre original : Vacances forcées
- Réalisation : François Prévôt-Leygonie et Stéphan Archinard
- Scénario : François Prévôt-Leygonie, Stéphan Archinard et Martin Darondeau
- Musique : Matthieu Gonet
- Décors : Sonia Cailler
- Costumes :
- Photographie : Thierry Pouget
- Son : Tom Nicolas et Jérôme Gonthier
- Montage : Hervé Schneid
- Production : Wassim Béji
  - Production exécutive : David Giordano
- Société de production : WY Productions et Sony Pictures Entertainment
- Société de distribution : Sony Pictures Releasing France
- Budget : 5,5 millions d'euros
- Pays de production :  France
- Langue originale : français
- Format : Comédie
- Durée : 100 minutes
- Dates de sortie :
  - France : 11 juin 2025

## Distribution
- Clovis Cornillac : Cyril
- Laurent Stocker : Raphaël, éditeur
- Bertrand Usclat : Éric, dentiste
- Aure Atika : Louna, épouse de Cyril
- Pauline Clément : Daphné, épouse d'Éric
- Claïna Clavaron : Dolly, influenceuse
- Lucas Ponton : Alexandre, le fils de Daphné et beau-fils d'Éric
- Thibault Bonenfant : Lucas, le fils aîné de Cyril et Louna
- Gérard Lenorman : lui-même

## Production
Vacances forcées est un remake du film italien Odio l'estate (it) [Je déteste l'été] de Massimo Venier (2020).
Le tournage a eu lieu en Charente-Maritime.

### Box-office
| Pays ou région | Box-office      | Date d'arrêt du box-office | Nombre de semaines |
| -------------- | --------------- | -------------------------- | ------------------ |
| France         | 156 122 entrées | en cours                   | 5                  |
| Total mondial  |                 | -                          | -                  |